# Tu per me sei come Roma/La fornarina
Tu per me sei come Roma/La fornarina è un singolo di Pippo Franco e Laura Troschel, pubblicato dalla Cinevox nel 1979.

## Tu per me sei come Roma
Nel 1979 Pippo Franco e Laura Troschel prendono parte al varietà C'era una volta Roma, scritto da Mario Castellacci e Pier Francesco Pingitore, una rivisitazione in chiave comica dei più noti avvenimenti storici che hanno avuto protagonista la città di Roma. Il cast, ol tre alla coppia di attori, era composto dal noto gruppo de Il Bagaglino.
La sigla finale del programma, Tu per me sei come Roma' fu scritta da Mario Castellacci, Pier Francesco Pingitore, su musica e arrangiamenti di Bruno Canfora.
L'arrangiamento presente sul 45 giri è leggermente diverso rispetto a quello della versione televisiva.

## La fornarina
La fornarina è la canzone pubblicata sul lato B del singolo, scritta dagli stessi autori.

## Edizioni
Il singolo fu pubblicato in Italia con numero di catalogo SC 1135 su etichetta Cinevox.